# Рама III
Чессадабодіндра (Рама III) (Порамінтара Маха Чессадабодіндра або Пхра Нангклао Чаоюхуа; 31 березня 1787 — 2 квітня 1851) — третій сіамський монарх династії Чакрі (21 липня 1824 — 2 квітня 1851), старший брат Монгкута.
Примітна незвичайна спадкоємність трону в його випадку: згідно з традиціями, на підставі того, що він був сином коханки, а не королеви. Він випередив у праві на трон принца Монгкута, який був законним сином Буддхи Лоетла Нафалая, народженим від королеви Шрісурьєндри.
Під час його правління військова гегемонія Сіаму могла спостерігатися через ряд масивних військових дій в Лаосі, Камбоджі та В'єтнамі.
Був відомий своєю прихильністю до китайської культури. Будучи молодим принцом, був також відомий як великий підприємець, який провів вигідні угоди з Китаєм, чим збагатив королівське казначейство.